# Achim Mittag
Achim Mittag (* 1958) ist ein deutscher Sinologe.

## Laufbahn
Mittag studierte bei Helwig Schmidt-Glintzer an der Ludwig-Maximilians-Universität München Sinologie und war als Stipendiat der Studienstiftung des deutschen Volkes in Taipei. Einen weiteren Studienaufenthalt verbrachte er in Shanghai.
Von 1986 bis 1994 war er wissenschaftlicher Assistent am Institut für Ostasienkunde in München und seit 1994 Mitarbeiter der Forschungsgruppe Historische Sinnbildung am ZiF in Bielefeld.
Nach verschiedenen Lehraufträgen an der Universität Leiden, der Philipps-Universität Marburg, in Heidelberg und in Münster, u. a. wurde er 2009 als ordentlicher Professor für Sinologie an die Eberhard Karls Universität Tübingen berufen.

## Forschung
Er hat bei der Deutschen Forschungsgemeinschaft Forschungsprojekte zu „Mint Metal Procurement for Jiangsu and Zhejiang in the Eighteenth and Nineteenth Centuries: An Inquiry into the Organisational Capacity of the Qing State“, „Qing Monetary Policies and the Lower Yangzi Economy, 1644 to 1850: The Interdependence between National Approaches and Regional Developments“ und „Crossroads Studies on the History of Exchange Relations in the East Asian World“ durchgeführt.

## Werke
- Mit Fritz-Heiner Mutschler: Conceiving the empire. China and Rome compared. Oxford; New York, 2009.
- Das „Shi-jing“-Studium in der Song-Zeit (960-1279): Vorstufen zu einer Neubetrachtung der Song-Klassikergelehrsamkeit
- Die Vielfalt der Kulturen 1998.
- Geschichtsdenken in Europa und China. Selbstdeutung und Deutung des Fremden in historischen Kontexten. Mit Thomas Göller. 2008 (West-östliche Denkwege; 13)
- Das neo-traditionelle China. (589 bis 1839). 2003.
- Kulturelle Komplexität in den Hochkulturen: Sinnkonstruktionen im alten Ägypten und im alten China. Mit Jan Assmann 2004
- Historical truth, historical criticism, and ideology ed. by Helwig Schmidt-Glintzer, A. Mittag, Jörn Rüsen. - (Leiden series in comparative historiography; 1) 2005.
- Das mittlere und östliche Asien. In: Weltdeutungen und Weltreligionen (2010) S. 257–268.
- Am west-östlichen Erzählfenster. Notizen zu einem Gedicht Li Shangyins; 813?-858. In: Noctes Sinenses (2011) S. 225–234.
- Chinesische Geschichte am Asien-Orient-Institut der Universität Tübingen. 2012.

Artikel
- Reconsidering ren as a basic concept of Chinese humanism. 2010
- Early historiography and exegesis. 2007
- What makes a good historian. 2005
- History in Sung classical learning. 2004
- The Qin Bamboo Annals of Shuihudi. Monumenta Serica 51 (2003), S. 543–570. 2004
- Historische Aufzeichnungen als Grabbeigabe. In: Auf den Spuren des Jenseits: chinesische Grabkultur in den Facetten von Wirklichkeit, Geschichte und Totenkult / Angela Schottenhammer (hg.). Frankfurt am Main [u. a.] : Lang, 2003. (Europäische Hochschulschriften: Reihe 27, Asiatische und afrikanische Studien; 89). ISBN 3-631-39253-2
- Scribe in the wilderness. The Manchu conquest and the loyal hearted historiographers’s (xinshi) mission. In: Oriens Extremus. - 0030-5197. 44 (2003/04), S. 27–42
- Facetten der historischen Kritik in China. Mit Helwig Schmidt-Glintzer 2002. In: Oriens Extremus. - 0030-5197. 43 (2002), S. 1–2
- Was heißt und zu welchem Ende betrieb man historische Kritik in China?. 2002
- Von der Zähigkeit, das Gefühl der Verehrung für gewisse Tote zu steigern – Anmerkungen zur ’historischen Trauer’ im Shi-ji des Si-ma Qian (ca. 145–90 v. Chr.) 2001
- Das Naevus-Siebengestirn des Zhu Xi (12. Jh.): beiläufiges zu Pigmentmalen im alten China. In: Die Haut im medizinischen und kulturgeschichtlichen Kontext (2001), S. 249–264.
- I-ching-Studium in der Sung-Zeit. 1994
- Change in Shijing exegesis. 1993
- Vom „Reiseaufenthaltsort“ zum „Goldschmelztiegel“, 1990

Als Herausgeber
- In Memoriam Achim Hildebrand. Gesammelte Aufsätze. München: Mayer, 1991. (Chinablätter;18)
- Verzeichnis der laufenden Zeitschriften (des Ostasiatischen Seminars der Universität München) mit Bernhard Sanders. München, 1990.
- Anvertraute Worte. Festschrift Helwig Schmidt-Glintzer zum 65. Geburtstag. Mit Susanne Rode-Breimann. Hannover: Wehrhahn-Verl., 2013. ISBN 978-3-86525-328-6

| Personendaten    | Personendaten      |
| ---------------- | ------------------ |
| NAME             | Mittag, Achim      |
| ALTERNATIVNAMEN  | Mittag, Joachim    |
| KURZBESCHREIBUNG | deutscher Sinologe |
| GEBURTSDATUM     | 1958               |